# Quezaltenango (flygplats i Guatemala)
Quezaltenango är en flygplats i Guatemala.   Den ligger i departementet Departamento de Quetzaltenango, i den sydvästra delen av landet, 110 km väster om huvudstaden Guatemala City. Quezaltenango ligger 2 500 meter över havet.
Terrängen runt Quezaltenango är huvudsakligen kuperad, men den allra närmaste omgivningen är platt. Runt Quezaltenango är det tätbefolkat, med 570 invånare per kvadratkilometer. Närmaste större samhälle är Quetzaltenango, 3,9 km söder om Quezaltenango. I omgivningarna runt Quezaltenango växer huvudsakligen savannskog.